# Northwood (Ohio)
Pour les articles homonymes, voir Northwood.
Northwood est une ville américaine située dans le comté de Wood, dans l'Ohio. Selon le recensement de 2010, sa population est de 5 265 habitants.